# Pimpla mitchelli
Pimpla mitchelli är en stekelart som beskrevs av Diaz 2000. Pimpla mitchelli ingår i släktet Pimpla och familjen brokparasitsteklar. Inga underarter finns listade i Catalogue of Life.